# Eois coerulea
Eois coerulea là một loài bướm đêm trong họ Geometridae.